# Jean Murat
Jean Murat, nome completo Jean Robert Edouard Murat (Périgueux, 13 luglio 1888 – Aix-en-Provence, 5 gennaio 1968), è stato un attore francese.

## Biografia
Jean Murat fu inizialmente corrispondente a Berlino per il quotidiano parigino Le Matin e durante la prima guerra mondiale combatté nell'aviazione francese.
Fece il suo debutto cinematografico nella prima metà degli anni venti, interpretando ruoli di militari che saranno la sua specialità per la maggior parte della sua carriera cinematografica. Tra i film da lui interpretati durante il decennio, da ricordare La Galerie des monstres (1924) di Jaque Catelain, Carmen (1926) di Jacques Feyder, La preda del vento (1927) di René Clair, La nuit est à nous (1930), uno dei primi film sonori francesi, che consentì al pubblico di scoprire il bel timbro vocale di Murat.
Durante tutti gli anni trenta Murat continuò la carriera con ruoli di brillante seduttore, gentiluomo e militare, come in La kermesse eroica (1935) di Feyder. Solo nel decennio successivo, con l'avanzare dell'età, l'attore passerà progressivamente a ruoli di carattere, come l'uomo di stato François Michel Le Tellier de Louvois in Versailles (1954) di Sacha Guitry, e il colonnello barone Georges Pontmercy in I miserabili (1958).
Fu il secondo marito dell'attrice Annabella (dal 1934 al 1938).

## Filmografia parziale
- Mothers of Men, regia di Edward José (1920)
- Le Stigmate, regia di Maurice Champreux e Louis Feuillade (1924)
- Carmen, regia di Jacques Feyder (1926)
- Gli esiliati del Volga (Heimweh), regia di Gennaro Righelli (1927)
- La preda del vento (La Proie du vent), regia di René Clair (1927)
- La grande épreuve, regia di André Dugès e Alexandre Ryder (1928)
- L'uomo della Hispano (L'Homme à l'Hispano), regia di Jean Epstein (1933)
- Dactylo se marie, regia di Joe May e René Pujol (1934)
- L'equipaggio (L'équipage), regia di Anatole Litvak (1935)
- La kermesse eroica (La Kermesse héroïque), regia di Jacques Feyder (1935)
- Papà Lebonnard, regia di Jean de Limur (1939)
- Divertiamoci stanotte (On the Riviera), regia di Walter Lang (1951)
- Ricca, giovane e bella (Rich, Young and Pretty), regia di Norman Taurog (1951)
- Versailles (Si Versailles m'était conté...), regia di Sacha Guitry (1954)
- L'amante di Lady Chatterley (L'Amant de Lady Chatterley), regia di Marc Allégret (1955)
- Il mantello rosso, regia di Giuseppe Maria Scotese (1955)
- Missione diabolica (Der Fuchs von Paris), regia di Paul May (1957)
- Paris Holiday, regia di Gerd Oswald (1958)
- I miserabili (Les Misérables), regia di Jean-Paul Le Chanois (1958)
- Resurrezione (Auferstehung), regia di Rolf Hansen (1958)
- I sette peccati capitali (Les sept péchés capitaux), regia di Philippe de Broca (1958)
- Accadde in Atene (It Happened in Athens), regia di Andrew Marton (1962)
- Il ponte dei Sospiri, regia di Carlo Campogalliani e Piero Pierotti (1964)

## Doppiatori italiani
- Romolo Costa in Papà Lebonnard
- Emilio Cigoli in Resurrezione
- Manlio Guardabassi in Il ponte dei sospiri